# Dansk Reklame Film
Dansk Reklame Film, også kendt som DRF, har eksisteret siden 1985. Virksomheden er især kendt for de velkendte tre trompetpiger, man har kunnet se i mange år i biografen, før filmen begyndte. Dansk Reklame Film er Danmarks største udbyder af digital biografreklame. DRF sælger nationale og lokale biografreklamekampagner for mange af de største og mest professionelle annoncører i Danmark. Virksomheden tilbyder - i tillæg til klassisk annoncering på lærredet - også BioSpil, foyerspots, sampling og events (f.eks. omkring esport). 
Dansk Reklame Film sælger og distribuerer biografreklame i Danmark. Virksomheden har et landsdækkende net af 41 biografer med i alt 239 biografsale og 67% af det samlede billetsalg i Danmark.
I Dansk Reklame Film sidder den danske filmbranches største analyseafdeling, DRF Research, som besidder stor viden omkring biografgængerne, effekten af biografannoncering samt spillefilms performance på det store lærred. Denne viden opnås eksempelvis gennem film- og publikumsundersøgelsen Filmmonitor, hall-tests i biograferne, og web-undersøgelser blandt de mere end 20.000 panelister i Dansk biograf- og underholdningspanel.
Dansk Reklame Film er en del af Egmont.